# Pieve San Giorgio a Bràncoli
La pieve San Giorgio a Bràncoli est un édifice religieux situé sur le territoire de la commune de Lucques dans la province homonyme, en Toscane. 

## Description

### Extérieur
Mentionnée en 1062, elle est un des exemples les plus significatifs du langage architectural développé entre le XIe et le XIIe siècle . Typique de cette orientation est le choix de parements muraux de grands blocs de marbre encadrés aux extrémités par des pilastres d'angles, et de volumes clairement définis, comme l'abside semi-cylindrique. L'imposant campanile crénelé de style lucquois couvre partiellement la façade; son architecture rappelle le style roman lombard et est marquée par des fenêtres ogivales à meneaux.

### Intérieur
Il se développe en église à plan basilical à trois nefs. Les colonnes et pilastres sont surmontés de chapiteaux avec décorations  phytomorphes de tendance classicisante; une
ferme de bois compose la couverture, et le chœur est légèrement surélevé et divisée par une cloison, une séparation qui, au Moyen Âge, séparait les prêtres des fidèles.
L'ensemble sculptural le plus important est l'ambon, daté 1194, et œuvre du maestro Guidetto.  Il est de plan rectangulaire, avec des colonnes corinthiennes qui le soutiennent dont deux reposent sur des lions sculptés.
Les fonts baptismaux octogonaux du XIIe siècle, dans la nef de gauche sont signés "Guidi", maestro lombardo-lucquois, et décorés de motifs végétaux et de petites têtes; singulière est la présence d'un fruit sculpté à chacun de ses coins. Le bénitier du XIe siècle, œuvre des maestri comacini, orné de motifs de végétaux et zoomorphes ainsi que signé par le sculpteur Raitus, a été dérobé en 2004.
Sur le mur de droite se trouve  une œuvre en terracotta  du Quattrocento attribuée à Andrea della Robbia représentant Saint-Georges, le dragon et la princesse.
À noter une Croix peinte par l'école lucquoise du XIIIe siècle et la fresque de l'Annonciation du Quattrocento de Giuliano di Simone. Le tabernacle en pierre situé au début de la nef de droite est de style Renaissance. La sacristie conserve une croix de procession du XVIe siècle.
Située en face de la pieve, la place offre une vue magnifique sur Lucques et la basse vallée du Serchio.

## Illustrations

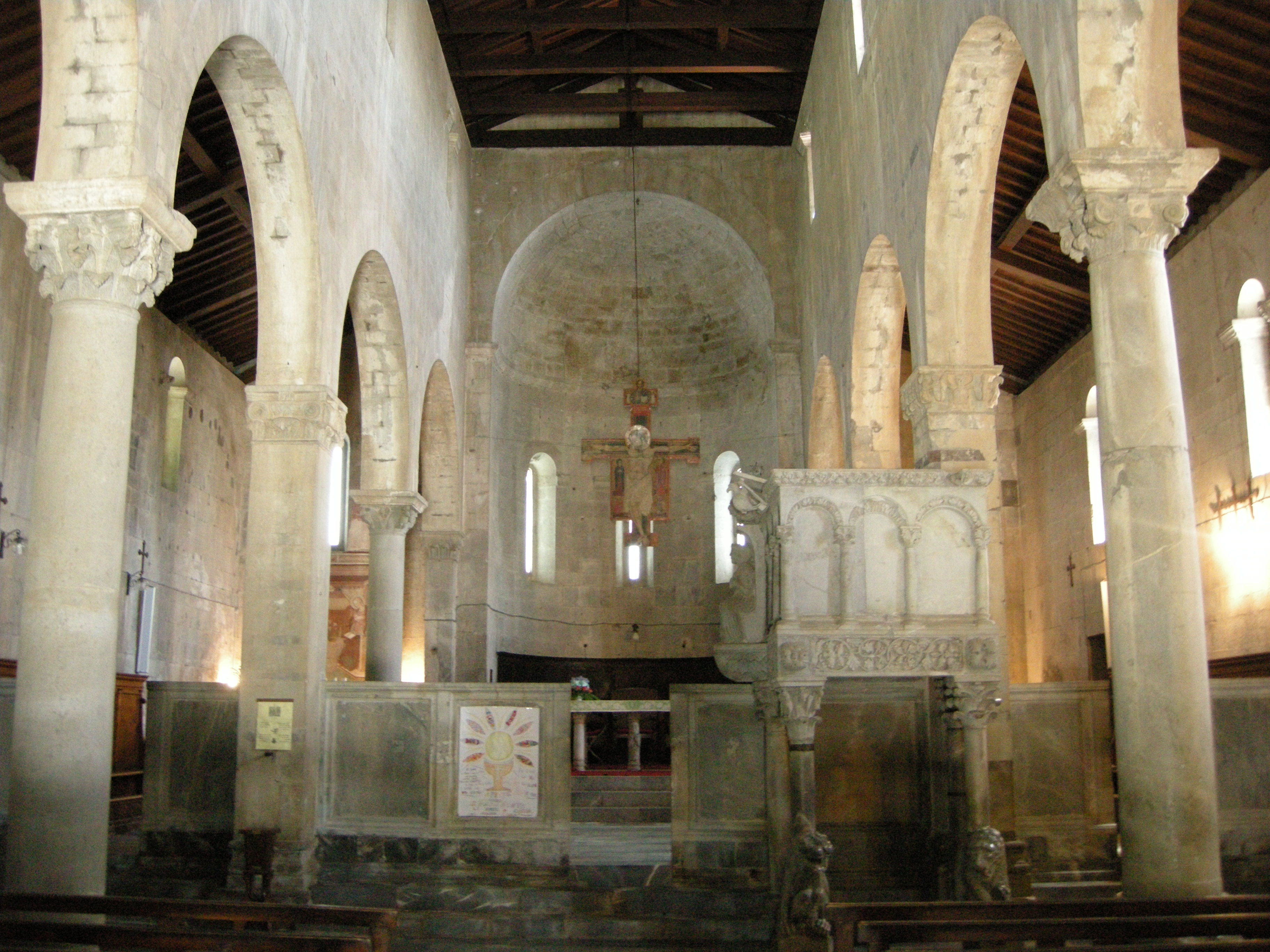
L'intérieur, la nef centrale.
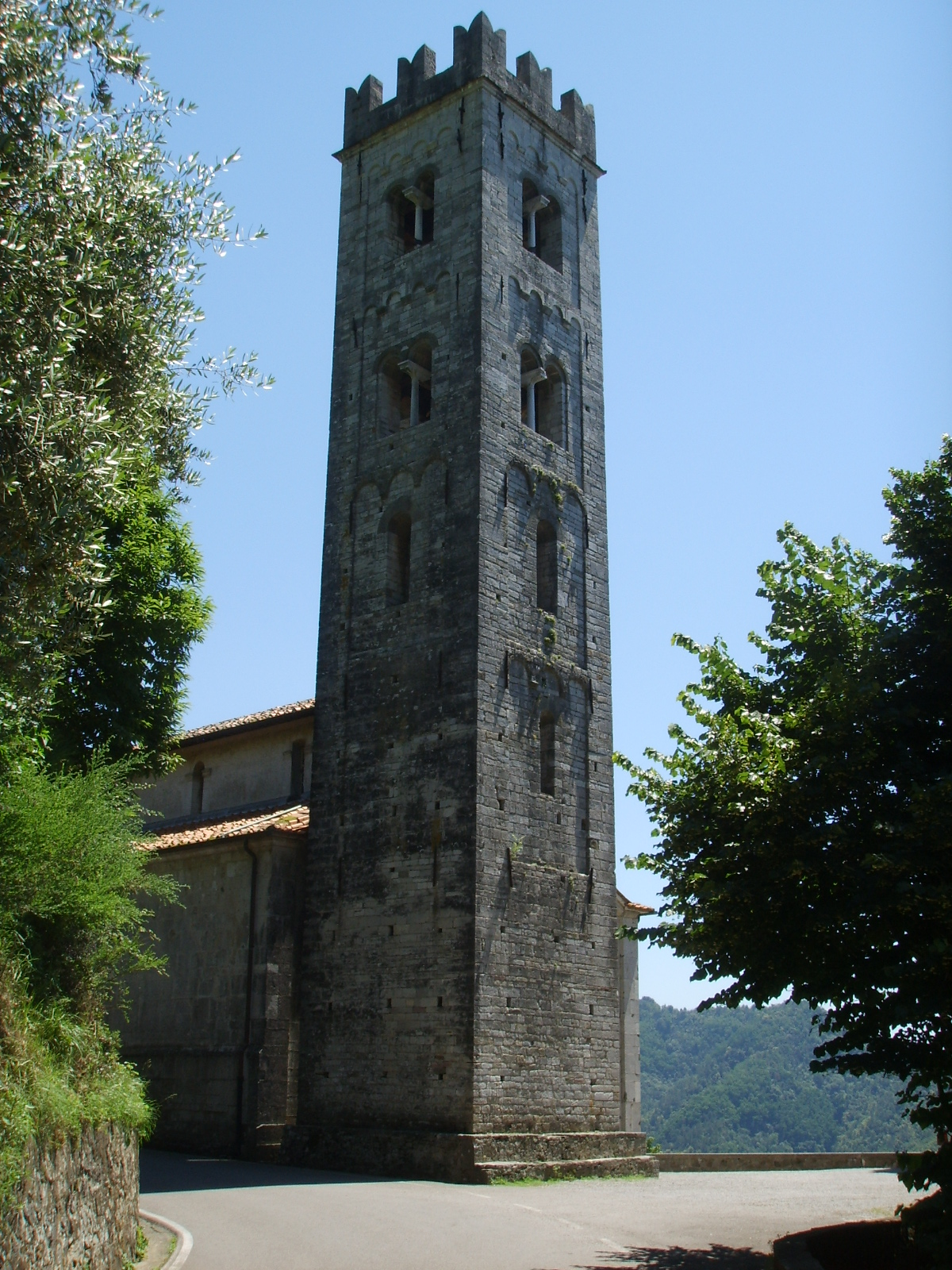
Le campanile.
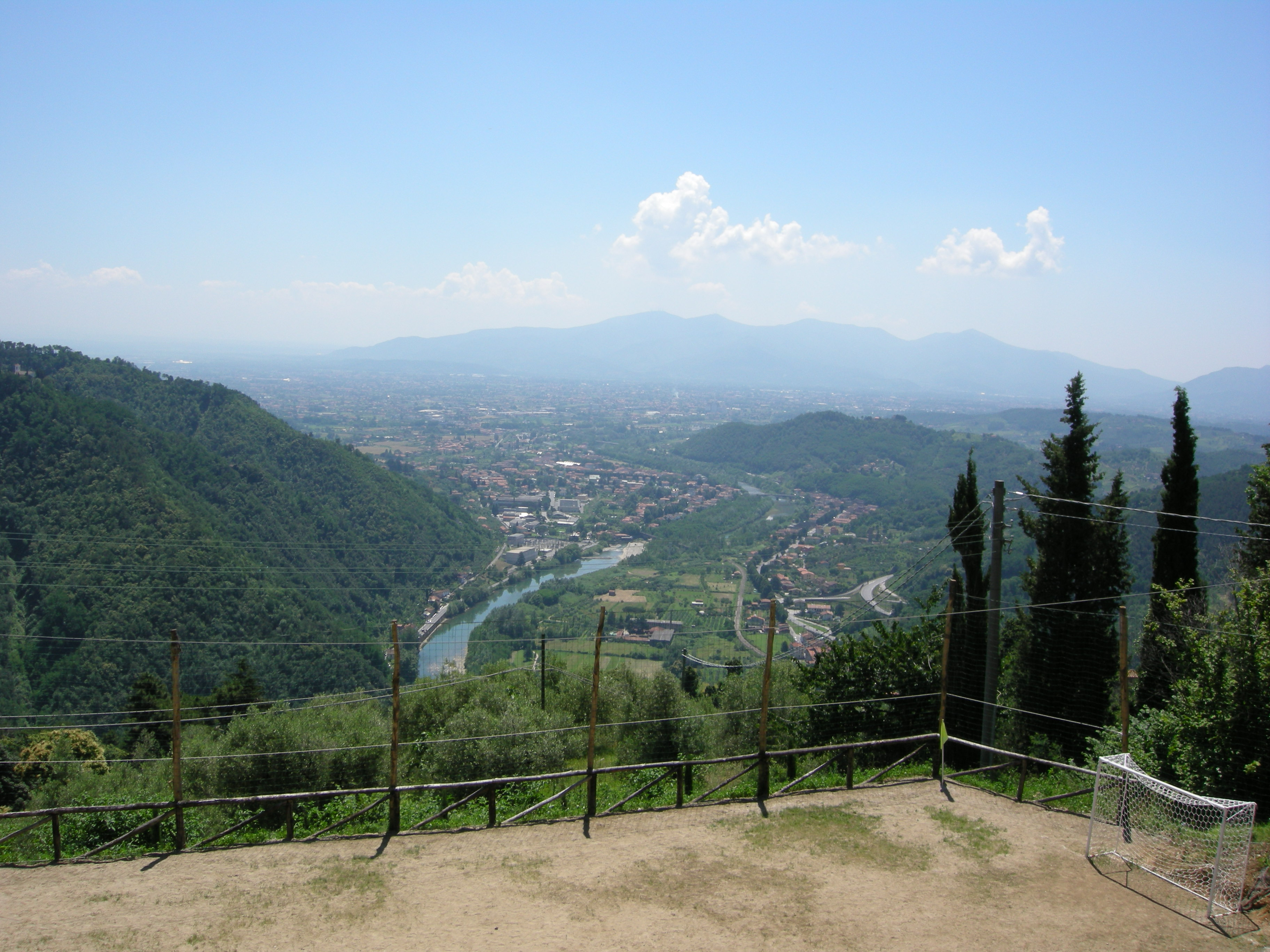
Vue depuis la pieve.